# Peter Harris
Peter Philip Harris (né le 19 décembre 1925 - décédé le 2 janvier 2003 à Hayling Island) était un footballeur qui a joué pour le Portsmouth FC dans les années 40 et 50.

## Biographie
Harris était un ailier droit et il a joué un rôle crucial lors des sacres de First Division de Pompey en 1948-1949 et 1949-1950.
Il a disputé 518 matches pour Portsmouth, marquant 208 buts. Il est par ailleurs le meilleur buteur du Portsmouth FC.
Seule la concurrence de Stanley Matthews et Tom Finney, à une époque où les remplacements n'étaient pas autorisés, a empêché Harris de jouer plus de deux sélections pour l'équipe d'Angleterre. Il a fait ses débuts avec Angleterre contre l'Irlande lors d'une défaite 2-0 en septembre 1949 (en).